# Frederick Cavendish

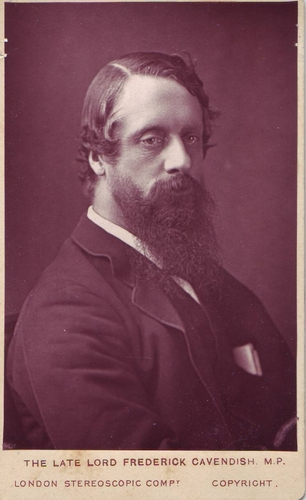
Imagem do Frederick Cavendish.

Lorde Frederick Charles Cavendish (30 de novembro de 1836 - 6 de maio de 1882) foi um político liberal inglês e protegido do primeiro-ministro William Ewart Gladstone. Cavendish foi nomeado secretário-chefe para a Irlanda em maio de 1882, mas foi assassinado poucas horas depois de sua chegada a Dublin, vítima dos assassinatos politicamente motivados chamados de Phoenix Park Murders, que foram realizado por membros do grupo rebelde Irish National Invincibles, uma separação mais radical da Irmandade Republicana Irlandesa em 6 de maio de 1882.